# La Semaine ukrainienne
La Semaine ukrainienne (en ukrainien : Український Тиждень) est un magazine hebdomadaire illustré couvrant les sujets de la politique, de l'économie et des arts. Il est destiné au lecteur de langue ukrainienne socialement engagé. Il fournit une gamme d'analyses, d'opinions, d'interviews, de reportages, y compris des offres de voyages en Ukraine et à l'étranger, des critiques d'art et un calendrier d'événements.

## Histoire et thématiques
La Semaine ukrainienne est publié en Ukraine par ECEM Media Ukraine GmbH (Autriche) et a été créé en novembre 2007. Le magazine est l'un des nombreux magazines en langue ukrainienne qui sont apparus en Ukraine à la suite de la révolution orange.
L'édition anglaise de The Ukrainian Week est publiée tous les deux mois et contient une sélection d'articles jugés les plus intéressants pour les lecteurs non ukrainiens.
En 2012, il publie une déclaration accusant de harcèlement les pouvoirs de l'État et les grands holdings médiatiques qui monopolisent de facto le marché.

### Collaborateurs
- Margarita Yakovleva.